# John C. New
John Chalfant New (* 6. Juli 1831 in Vernon, Indiana; † 4. Juni 1906 in Indianapolis, Indiana) war ein US-amerikanischer Jurist, Bankier, Verleger und Politiker.

## Werdegang
John Chalfant New, Sohn von Maria C. Chalfant (1797–1878) und John Bowman New (1793–1872), wurde mehrere Jahre vor dem Beginn der Wirtschaftskrise von 1837 im Jennings County geboren. Sein Großvater Jethro New (1757–1827) diente in der Kontinentalarmee und war Berater von General George Washington (1732–1799) während des Unabhängigkeitskrieges. New besuchte das Bethany College in West Virginia. Er studierte Jura und machte 1851 seinen Abschluss. Nach dem College arbeitete New als Anwalt, Bankier und Verleger. New heiratete 1854 Melissa Beeler († 1867). Der Politiker Harry S. New (1858–1937) war ihr einziges bekanntes Kind. Nach dem Rücktritt von Horactio C. Newcomb (1821–1882) von seinem Sitz im Senat von Indiana wurde New 1863 in dessen früheren Senatssitz gewählt. Seine Wahl war vom Bürgerkrieg überschattet. Nach dem Tod seiner ersten Ehefrau heiratete er Elizabeth R. McRae. Das Paar bekam zwei gemeinsame Kinder.
US-Präsident Ulysses S. Grant (1822–1885) nominierte New 1875 zum Treasurer of the United States und der US-Senat bestätigte ihn. New hielt das Amt vom 30. Juni 1875 bis zum 1. Juli 1876. 1880 erwarb er das Indianapolis Journal und wurde Vorsitzender der Republikanischen Partei von Indiana. Er wurde als Boss of Indiana Republican Politics bezeichnet. Als Vorsitzender der Delegation von Indiana nahm er im Juni 1880 an der Republican National Convention in Chicago (Illinois) teil. Zusammen mit 25 anderen Delegierten aus der Delegation von Indiana stimmte er für James G. Blaine (1830–1893). Weder Blaine oder jemand anderes konnte in den 33 abgehaltenen Wahlgängen genug Delegierte für die Präsidentschaftsnominierung sammeln. Erst im 34. Wahlgang stimmten 16 Delegierte von Wisconsin zu Gunsten von James A. Garfield (1831–1881), einem „dark horse“ Kandidaten. Sofort zu Beginn des 35. Wahlganges stimmten New und der künftige US-Präsident Benjamin Harrison (1833–1901) mit 25 der 30 Delegierten von Indiana für Garfield, was einen Massenansturm auf der Versammlung auslöste, der mit der republikanischen Nominierung von James A. Garfield für die Präsidentschaftswahl von 1880 endete. 1882 wurde New erneut zum Vorsitzenden der Republikanischen Partei von Indiana gewählt. Er bekleidete diesen Posten bis zu seiner Ernennung zum First Assistant Secretary of the Treasury – eine Position, welche er von 1882 bis 1883 innehatte. Zwischen 1889 und 1893 war New US-Generalkonsul in London (Großbritannien). New verstarb 1906 in Indianapolis (Indiana).